# Mögsjön (Karlanda socken, Värmland, 660313-128461)
Mögsjön är en sjö i Årjängs kommun i Värmland och ingår i Göta älvs huvudavrinningsområde.